# آذری‌های آلمان
آذربایجانی‌های آلمان (به ترکی آذربایجانی: Almaniya azərbaycanlıları)، (به آلمانی: Aserbaidschaner in Deutschland)  ساکن در آلمان می‌باشند. نخستین پشینیه مهاجرت مردم آذربایجانی‌تبار به آلمان به مهاجرین آذربایجانی ایرانی بر می‌گردد. دیگر گروه‌های آذربایجانی در دهه ۱۹۶۰ میلادی از ترکیه موسوم به آذربایجانی‌های ترکیه به همراه سایر ترک‌ها به آلمان مهاجرت کردند. هنگامی که جمعیت آذربایجانی‌ها در آلمان بالغ بر ۱۹۰۰۰۰ نفر شمارش شده‌بود. موج دوم مهاجرت آذربایجانی‌ها در طول و پس از جنگ قره باغ کوهستانی صورت پذیرفت، زمانی که ۱۰٬۰۰۰ نفر از آذربایجانی‌ها به دلایل اقتصادی به آلمان مهاجرت کردند. از کل جمعیت آذربایجانی‌ها در سال ۲۰۱۱ میلادی که حدود ۲۰۰٬۰۰۰ شمارش شده‌بود، ۴٬۰۰۰ نفر از آنان شهروند جمهوری آذربایجان هستند. امروزه پیشینه سکونت مردم آذربایجانی در برلین می‌باشد، طوری که جمعیت‌شان در حدود ۱۴٬۰۰۰–۱۷٬۰۰۰ شمارش شده‌است.

## سرشناسان
- عزیز اصلی؛ دروازه‌بان اسبق تیم ملی ایران
- میشا بلوری؛ شاعر و نقاش
- اکبر بهکلام؛ نقاش و مجسمه‌ساز
- رحیم رحمان‌زاده؛ پزشک و محقق
- علی صمدی احدی؛ فیلمساز و کارگردان
- سنان شامل سام؛ بکسور
- ایگور لوکانین؛ ورزشکار رقص روی یخ
- فرنگیس علیزاده؛ آهنگساز و شاعر